# Lasioglossum crepusculum
Lasioglossum crepusculum är en biart som beskrevs av Ebmer 2008. Lasioglossum crepusculum ingår i släktet smalbin, och familjen vägbin. Inga underarter finns listade i Catalogue of Life.